# Jean-Pierre Gallais
Pour les articles homonymes, voir Gallais.
Jean-Pierre Gallais est un littérateur et journaliste français né à Doué, près de Saumur, le 18 janvier 1756 et mort à Paris le 26 octobre 1820. 

## Biographie
Fils de  Jean-Nicolas Gallais, maître chirurgien, et de Marie Le Gay, il entre dans l'ordre des Bénédictins, professa la philosophie, jeta le froc aux orties, se maria à l’époque de la Révolution, et devint un des soldats de la phalange de publicistes soudoyés par la cour pour la défense du trône et de l’autel. Il prit part à la rédaction du Journal général et publia plusieurs pamphlets, dont l’un, intitulé : Appel à la postérité sur le jugement du roi (1793), coûta la vie au libraire Weber et valut à Gallais quelques mois d’incarcération. 
Rendu à la liberté après le 9 thermidor, il fut l’un des rédacteurs de La Quotidienne et du Censeur des journaux, n’échappa que par la fuite à la proscription du 18 fructidor, recommença bientôt à écrire dans les feuilles royalistes, et eut, après le 18 brumaire, la direction du Journal de Paris, qu’il conserva jusqu’en 1811. 
Rallié à Bonaparte, il avait obtenu, en 1800, la chaire d’éloquence à l’Académie de législation. En 1809, il sollicitait, mais en vain, la place de censeur de la librairie. Après la deuxième Restauration, il devint le correspondant littéraire des empereurs d’Autriche et de Russie.

## Œuvres
Les ouvrages historiques de Gallais, médiocres sous tous les rapports, pleins de passion et d’inexactitudes, n’ont eu qu’une vogue de parti. Les principaux sont les suivants : 
- Histoire persane (Paris, 1789) ;
- Extrait d’un dictionnaire inutile, composé par une société en commandite, et rédigé par un homme nul, à 500 lieues de l’Assemblée nationale (Paris, 1790, in-so) ;
- Démocrite voyageur (Paris, 1791, in-4°) ;
- Appel à la postérité sur le jugement du roi (Paris, 1793, in-8" ; 1814, in-8°) ;
- Catastrophe du Club infernal (1793) ;
- Dialogue des morts (1793), signés Pilpay ;
- le 18 Fructidor, ses causes et ses effets (1795 ou 1799, 2 vol, in-8°). Sur la fin de sa vie, Gallais préparait une nouvelle édition de cet ouvrage, qui est peu exact et peu estimé ;
- Études de littérature, d’histoire et de philosophie, extraites de nos meilleurs ouvrages par MM. de Lévizac et Moysani et rédigées sur un plan entièrement neuf, etc. (Paris, 1812, 2 vol. in-8°) ;
- Histoire du 18 brumaire et de Bonaparte (Paris, 1814-1815, in-8°) ;
- Histoire de la révolution du 20 mars (Paris. 1815, in-8°) ;
- Mœurs et caractères du dix-neuvième siècle (Paris, 1817, 2 vol. in-8°) ;
- Histoire de France depuis la mort de Louis XVI jusqu’au traité de paix du 20 novembre 1815, pour servir de suite à l’Histoire de France d’Anquetil (Paris, 1820, 2 vol. in-8° ou 3 vol. in-12 ; 1821, 3 vol. in-12) ;
- Tableau historique et chronologique des principaux événements de l’histoire du monde depuis sa création jusqu’au 1er octobre 1820.

Gallais a revu les Essais de littérature française, etc, de Crawford (1815, 3 vol. in-8"). Cet auteur
a, en outre, donné des articles à la Biographie universelle de Michaud et collaboré à divers journaux. Il a laissé un manuscrit qui a pour titre : Considérations sur les hommes et les choses de la Révolution.

## Critique
Qui se nomme Gallais ? — Un gros bénédictin,

Le seul qui de son corps ne sût pas le latin.